# Nguyễn Cao
Nguyễn Cao (1837 - 1887), tên đầy đủ là Nguyễn Thế Cao, hiệu là Trác Hiên; là một danh tướng nhà Nguyễn và là một nhà thơ Việt Nam ở thế kỷ 19.

## Tiểu sử

Quân Pháp tấn công thành Hà Nội năm 1882

Nguyễn Cao sinh ra trong một gia đình có truyền thống yêu nước, khoa bảng tại làng Cách Bi, huyện Quế Dương, tỉnh Bắc Ninh (nay thuộc phường Cách Bi, thị xã Quế Võ, tỉnh Bắc Ninh). 
Cha là Nguyễn Thế Hanh, đỗ đầu thi Hương, làm Tri huyện các huyện: Thạch An, Tiên Minh, Thủy Đường. Mẹ là Nguyễn Thị Điềm, tục gọi là Bà Huyện Quế Dương  thuộc dòng họ võ quan Nguyễn Đức ở Quế Ổ.
Năm 1867, đời vua Tự Đức, Nguyễn Cao thi đỗ Giải Nguyên kỳ thi Hương khoa Đinh Mão, nhưng không ra làm quan ngay, mà về quê mở trường dạy học.
Năm 1873, quân Pháp đánh chiếm thành Hà Nội lần thứ nhất, khi ấy ông mới ra làm quan và được giữ chức Tán lý quân vụ tỉnh Bắc Ninh (cho nên người đời còn gọi ông là Tán Cao). Ngay sau đó, ông cùng với Ngô Quang Huy, Phạm Thận Duật, Trương Quang Đản dẫn quân bao vây tỉnh thành Hà Nội, đánh bật đồn bốt của đối phương tại Gia Lâm ngày 4 tháng 12 năm 1873, rồi kéo quân về Siêu Loại đánh dẹp luôn quân phỉ, giữ yên cho dân chúng.
Được triều đình tin cậy, ông được bổ làm tri huyện Yên Dũng, rồi tri phủ Lạng Giang. Khi đương chức, ông xin triều đình cho dân khai khẩn ruộng đất hoang ở vũng Nhã Nam, Phú Bình lập nhiều trang ấp, làng xóm.
Năm 1882, Pháp tiến đánh Hà nội lần thứ hai, Nguyễn Cao lại đem quân về đánh Pháp tại Gia Lâm, rồi sau đó đem quân bao vây tỉnh thành Hà Nội.
Ngày 27 tháng 3 năm 1883 ông đem quân đánh vào phố hàng Đậu, Cửa Đông (Hà Nội), sau đó rút quân về phía bắc sông Hồng. Ngày 15 tháng 5 năm ấy, Nguyễn Cao chỉ huy nghĩa quân đánh một trận lớn tại Gia Lâm. Trận này ông bị thương nặng, nhưng vẫn cố sức chiến đấu. Sau đó, ông còn đánh với Pháp nhiều trận khác nữa, như ở: Phả Lại, Yên Dũng, Quế Dương, Võ Giàng, Từ Sơn, Thuận Thành...
Năm 1884, khi thành Bắc Ninh mất vào tay quân Pháp, Nguyễn Cao rút quân về thành Tỉnh Đạo, rồi cùng với Nguyễn Thiện Thuật, Ngô Quang Huy lãnh đạo phong trào Tam tỉnh Nghĩa Đoàn hoạt động trên các địa bàn Bắc Ninh, Hưng Yên, Hải Dương, Hà Tây.
Ngày 27 tháng 3 năm 1887, tại một trận đánh ở làng Kim Giang (Hà Tây) ông bị quân Pháp bắt. Đối phương dùng mọi thủ đoạn dụ dỗ, mua chuộc, nhưng đều bị Nguyễn Cao cự tuyệt. Để giữ tròn khí tiết, ông đã tự rạch bụng, moi ruột, hỏi đối phương: Ruột gan tao đây, bay xem có khúc nào phản thì bảo.
Biết không thể dụ hàng được, ngày 14 tháng 4 năm Đinh Hợi (1887), quân Pháp đã đem Nguyễn Cao ra chém đầu tại vườn Dừa (gần Hồ Gươm, Hà Nội), lúc ấy ông mới 50 tuổi.
Trong Việt Nam vong quốc sử của Phan Bội Châu, cái chết của Nguyễn Cao có phần khác hơn đôi chút:
Bấy giờ hưu quan ở nhà khởi nghĩa rồi tuẫn nạn có Án sát Hải Dương tức giải nguyên Bắc Ninh là Nguyễn Cao. (Ông) tụ đảng hơn nghìn người, mưu lấy lại tỉnh thành, bị quân Pháp bắt được, ông tự mổ bụng, không chết, lại tự cắn lưỡi mà chết. Có người nghĩa sĩ viếng câu đối rằng:
Thệ tâm thiên địa lưu trường xích,
Thiết xỉ giang sơn thổ thiệt hồng.
Tạm dịch:
Lòng thề trời đất tuôn ruột đỏ,
Răng nghiến non sông nhả lưỡi hồng.
Ông Cao chết, quân Pháp còn lấy làm hận vì chưa tự tay chém giết được, liền chặt đầu đem bêu...
Con ông là Nguyễn Hào định làm cuộc kháng Pháp, nhưng bị đối phương phát giác nên bị sát hại. Thấy chồng con đều đã vong thân, bà vợ Nguyễn Cao sau đó cũng tự quyên sinh.

## Tác phẩm
Sinh thời, Nguyễn Cao làm thơ để tỏ chí. Hiện còn lưu truyền đôi ba bài, như: "Khấp Ái Bộc" (Khóc chú giúp việc thân yêu), "Văn Hà Nội chế đài Hoàng Diệu ai tín" (Nghe tin Tổng đốc Hà Nội Hoàng Diệu mất), "Trách dụ xuất thú" (Trách kẻ dụ ra đầu thú)...Trong đó có bài "Tự Phận Ca" gồm 58 câu thơ chữ Hán, mà mỗi đoạn đều bắt đầu từ câu: Ta ta tạo vật, hề dĩ ngã vi sinh? (Hỡi trẻ tạo hóa, sinh ta làm chi?). Trích một đoạn (dịch nghĩa):
Hỡi trẻ tạo hóa, sinh ta làm chi?
Sống mà chìm đắm trong vùng dê chó,(chỉ Pháp)
Thà chết đi cùng trời đất đi về
Sống mà làm vật thừa, bướu thịt cõi nhân thế
Thà chết mà được làm cành quỳnh, hoa ngọc nơi nước đẹp, non kỳ.
Nhị biếc vẫn đó, Nùng xanh vẫn kia
Một tấc đất sạch, nấm mồ lè xè
Dằng dặc thay! Lồng lộng thay!
Nào gươm núi Sóc, nào thơ trên trời!, nào cọc sông Đằng!
Khí thiêng lên xuống trên chín tầng mây,
Hãy hòa làm gió mưa, sấm sét
Rửa hôi tanh cho dòng nước trôi đi...

## Tưởng nhớ
Ngay khi Nguyễn Cao mất, Phụ chính Tôn Thất Thuyết (1835 - 1913), có làm bài Vãn Nguyễn Cao để điếu ông. Và trong dân gian cũng có thơ rằng: 
Nhất thế khoa danh bách thế hùng
Điện cơ nguy sự tự thung dung
Thệ tâm thiên địa phi trường bạch,
Khiến sử giang sơn mãn thiệt hồng
Tạm dịch:
Rất mực tài hoa rất mực hùng
Liều mình vì nước tự thung dung
Tấc thề trời đất lòng phơi trắng,
Răng nghiến non sông lưỡi nhuốm hồng.
Nhiều địa phương (mà trước kia ông từng khai lập làng xóm, đóng quân) đã lập đền thờ hoặc thờ ông là Thành hoàng. Tên ông được đặt cho một trong những đường phố lớn của thành phố Hà Nội, Thành phố Hồ Chí Minh và thành phố Bắc Ninh. Nhiều trường học cũng đã mang tên ông.

## Sách tham khảo chính
- Phan Bội Châu, Việt Nam vong quốc sử. Nhà xuất bản Hà Nội, 1982.
- Nhiều người soạn, Hợp tuyển thơ văn Việt Nam (1858-1920), Nhà xuất bản. Văn Học, năm 1984.
- Việt Anh-Cao-Lê Thu Hương, Chuyện kể các nhà khoa bảng trong lịch sử Việt Nam. Nhà xuất bản Thanh Niên, 2010.